# Laborpatkányok: Az elit csapat
A Laborpatkányok: Az elit csapat (eredeti cím: Lab Rats: Elite Force) 2016-os amerikai vígjátéksorozat, amelynek alkotói Chris Peterson és Bryan Moore. Kombinált spin-off sorozat, a Laborpatkányok és a Szuperdokik című sorozatból. A főbb szerepekben Bradley Steven Perry, Billy Unger, Kelli Berglund, Jake Short és Paris Berelc látható.
Az Amerikai Egyesült Államokban 2016. március 2-án mutatta be a Disney XD. Magyarországon a Disney Channel adta le 2018. február 3-án.

## Ismertető
Davenport azzal a tervvel állt elő, hogy bionikus hősökből és szuperhősökből álló elit csapatot alakít, hogy harcoljanak a a gonoszok ellen.

## Szereplők

### Főszereplők
| Szereplő        | Színész              | Magyar hangok     |
| --------------- | -------------------- | ----------------- |
| Chase Davenport | William Brent        | Penke Bence       |
| Kaz             | Bradley Steven Perry | Ungvári Gergely   |
| Oliver          | Jake Short           | ifj. Boldog Gábor |
| Skylar Storm    | Paris Berelc         | Andrusko Marcella |
| Bree Davenport  | Kelli Berglund       | Laudon Andrea     |

### Mellékszereplők
| Szereplő          | Színész             | Magyar hangok      |
| ----------------- | ------------------- | ------------------ |
| Donald Davenport  | Hal Sparks          | Rajkai Zoltán      |
| Roman             | Booboo Stewart      | Kis Horváth Zoltán |
| Riker             | Ryan Potter         | Gacsal Ádám        |
| Douglas Davenport | Jeremy Kent Jackson | Galbenisz Tomasz   |
| Perry             | Maile Flanagan      | Bodor Böbe         |
| Tasha Davenport   | Angel Parker        | Ruttkay Laura      |

### Magyar változat
- Bemondó: Bognár Tamás
- Magyar szöveg: Moduna Zsuzsa
- Hangmérnök és vágó: Házi Sándor
- Gyártásvezető: Újréti Zsuzsa
- Szinkronrendező: Somló Andrea Éva
- Produkciós vezető: Máhr Rita

A szinkront az SDI Media Hungary készítette.

## Epizódok
| #   | Eredeti cím                  | Magyar cím             | Rendezte             | Írta                          | Eredeti premier      | Magyar premier      |
| --- | ---------------------------- | ---------------------- | -------------------- | ----------------------------- | -------------------- | ------------------- |
| 1.  | The Rise of Five             | Az ötök felemelkedése  | Guy Distad           | Chris Peterson & Bryan Moore  | 2016. március 2.     | 2018. február 3.    |
| 2.  | Holding Out for a Hero       | A hősre várva          | Guy Distad           | Mark Brazill                  | 2016. március 9.     | 2018. február 10.   |
| 3.  | Power Play                   | Erőfitogtatás          | Guy Distad           | Andy Schwartz                 | 2016. március 16.    | 2018. február 17.   |
| 4.  | The Superhero Code           | A szuperhős kód        | Victor Gonzalez      | Julia Miranda                 | 2016. március 23.    | 2018. február 24.   |
| 5.  | Need for Speed               | Versenyláz             | Victor Gonzalez      | Greg Schaffer                 | 2016. március 30.    | 2018. március 3.    |
| 6.  | Follow the Leader            | Kövesd a vezért!       | Guy Distad           | Ken Blankstein                | 2016. április 6.     | 2018. március 10.   |
| 7.  | The List                     | A lista                | Victor Gonzalez      | Kenny Byerly                  | 2016. április 13.    | 2018. március 17.   |
| 8.  | Coming through in the Clutch | Réz vágja a rezet      | Hal Sparks           | Jason Dorris                  | 2016. július 25.     | 2018. március 24.   |
| 9.  | The Intruder                 | A betolakodó           | Jody Margolin Hahn   | Ken Blankstein                | 2016. szeptember 10. | 2018. május 6.      |
| 10. | The Rock                     | A kő                   | Hal Sparks           | Mark Brazill                  | 2016. szeptember 17. | 2018. május 12.     |
| 11. | Home Sweet Home              | Otthon, édes otthon    | Victor Gonzalez      | Greg Schaffer & Andy Schwartz | 2016. szeptember 24. | 2018. május 13./19. |
| 12. | Sheep-Shifting               | Alakváltás             | Bradley Steven Perry | Maxwell Theodore Vivian       | 2016. október 1.     | 2018. május 26.     |
| 13. | Game of Drones               | A drónok harca         | Guy Distad           | Mark Brazill                  | 2016. október 8.     | 2018. május 5.      |
| 14. | They Grow up So Fast         | Olyan gyorsan felnőnek | Paul Hoen            | Julia Miranda                 | 2016. október 15.    | 2018. május 20.     |
| 15. | The Attack                   | A támadás              | William Brent        | Chris Peterson & Bryan Moore  | 2016. október 22.    | 2018. május 27.     |

## A sorozat készítése
A sorozat gyártása 2015 októberében kezdődött. Ezt követően bejelentettéka premierjét, ami 2016. március 2-án volt a Disney XD-én.
2016 októberében Kelli Berglund színésznő a Twitteren arról számolt be, hogy nem lesz második évada a sorozatnak.